# Municipio de Northfield (Illinois)
El municipio de Northfield (en inglés: Northfield Township) es un municipio ubicado en el condado de Cook en el estado estadounidense de Illinois. En el año 2010 tenía una población de 85102 habitantes y una densidad poblacional de 948,91 personas por km².

## Geografía
El municipio de Northfield se encuentra ubicado en las coordenadas 42°6′32″N 87°49′58″O / 42.10889, -87.83278. Según la Oficina del Censo de los Estados Unidos, el municipio tiene una superficie total de 89.68 km², de la cual 88.76 km² corresponden a tierra firme y (1.03%) 0.92 km² es agua.

## Demografía
Según el censo de 2010, había 85102 personas residiendo en el municipio de Northfield. La densidad de población era de 948,91 hab./km². De los 85102 habitantes, el municipio de Northfield estaba compuesto por el 82.72% blancos, el 1.15% eran afroamericanos, el 0.09% eran amerindios, el 13.18% eran asiáticos, el 0.03% eran isleños del Pacífico, el 1.4% eran de otras razas y el 1.43% pertenecían a dos o más razas. Del total de la población el 5.39% eran hispanos o latinos de cualquier raza.